# Federação Alagoana de Futebol
A Federação Alagoana de Futebol é a entidade que controla o esporte no Estado de Alagoas e representa os clubes alagoanos na CBF. Foi fundada em 14 de Março de 1927.

## História

### Fundação
Fundada em 14 de março de 1927 como Coligação Esportiva de Alagoas, transformou-se em 14 de março de 1934, em Federação Alagoana de Desportos e, desde 14 de fevereiro de 1991 aos dias atuais, chama-se Federação Alagoana de Futebol.

### Presidentes
| Nº | Período    | Nome                                           |
| -- | ---------- | ---------------------------------------------- |
| 1  | 1927       | Otacílio Maia                                  |
| 2  | 1928       | Eduardo Magalhães da Silveira                  |
| 3  | 1929       | Eduardo Magalhães da Silveira                  |
| 4  | 1930       | Lauro de Araújo Jorge                          |
| 5  | 1931       | Lauro de Araújo Jorge                          |
| 6  | 1932       | Edgar de Góes Monteiro                         |
| 7  | 1933       | Guy Mariz (presidente da Diretoria Provisória) |
| 8  | 1934       | Ulisses Cerqueira Júnior                       |
| 9  | 1935       | Moacir Fayão                                   |
| 10 | 1936       | Guilherme Barcelos Barros                      |
| 11 | 1937       | Arlindo Fiães                                  |
| 12 | 1938       | Aristides Toledo de Albuquerque                |
| 13 | 1939       | Ib Gatto Falcão                                |
| 14 | 1940       | Odorico Vieira Maciel                          |
| 15 | 1941       | Cyro Coelho                                    |
| 16 | 1942—1943  | Manoel Xavier de Oliveira                      |
| 17 | 1943—1944  | Carlos Gomer de Barros                         |
| 18 | 1945—1946  | Paulo Lavenere Machado                         |
| 19 | 1947—1948  | Paulo Lavenere Machado                         |
| 20 | 1949—1950  | Mario Lima de Carvalho Lima                    |
| 21 | 1951—1952  | Carlos Ramiro Bastos                           |
| 22 | 1953—1954  | Milton Ferreira Pitta                          |
| 23 | 1955—1956  | Kleber Rodrigues de Andrade                    |
| 24 | 1957—1958  | Kleber Rodrigues de Andrade                    |
| 25 | 1959—1960  | Kleber Rodrigues de Andrade                    |
| 26 | 1961—1962  | José Sebastião Bastos                          |
| 27 | 1963—1964  | José Sebastião Bastos                          |
| 28 | 1965—1966  | José Sebastião Bastos                          |
| 29 | 1967—1968  | José Sebastião Bastos                          |
| 30 | 1969—1970  | Remy Tenório Maia                              |
| 31 | 1971—1973  | Orlando Gomes de Barros                        |
| 32 | 1973—1975  | Cleto Marques Luz                              |
| 33 | 1975—1978  | Cleto Marques Luz                              |
| 34 | 1979—1982  | Heider Silveira                                |
| 35 | 1982—1985  | Heider Silveira                                |
| 36 | 1985—1988  | José Sebastião Bastos                          |
| 37 | 1988—1991  | Waldemar Correia da Silva                      |
| 38 | 1991—1995  | José Sebastião Bastos                          |
| 39 | 1995—1999  | José Sebastião Bastos                          |
| 40 | 2000—2007  | José Raimundo de Albuquerque Tavares           |
| 41 | 2008—2015  | Gustavo Dantas Feijó                           |
| 42 | 2015—atual | Felipe Omena Feijó                             |

### Atual diretoria[1]
- Presidente: Felipe Omena Feijó
- Vice-presidente de Administração: José Eurico Beltrão
- Vice-presidente de Finanças: Edson Bezerra
- Vice-presidente de Futebol Amador: João Batista da Silva
- Vice-presidente de Assuntos Jurídicos: Fernando Pastor
- Vice-presidente de Assuntos Externos e Representação: Alberto Bonfim

### Campeões Alagoanos
- CSA - 40 vezes[2]
- CRB - 35 vezes[3]
- ASA - 7 vezes[4]
- Coruripe - 3 vezes[5]
- Capelense (Inativo) - 3 vezes[6]
- Santa Cruz de Maceió (Inativo) - 2 vezes
- Corinthians Alagoano (Inativo) - 1 vez[7]
- Murici - 1 vez
- Ferroviário (Inativo) - 1 vez
- Alexandria (Inativo) - 1 vez
- Barroso  (Inativo) - 1 vez

## Lista de Clubes
Abaixo a lista os clubes profissionais associado a Federação Alagoana de Futebol.
- Em "†", estão os clubes licenciados ou extintos.